# Priorado de Hornchurch

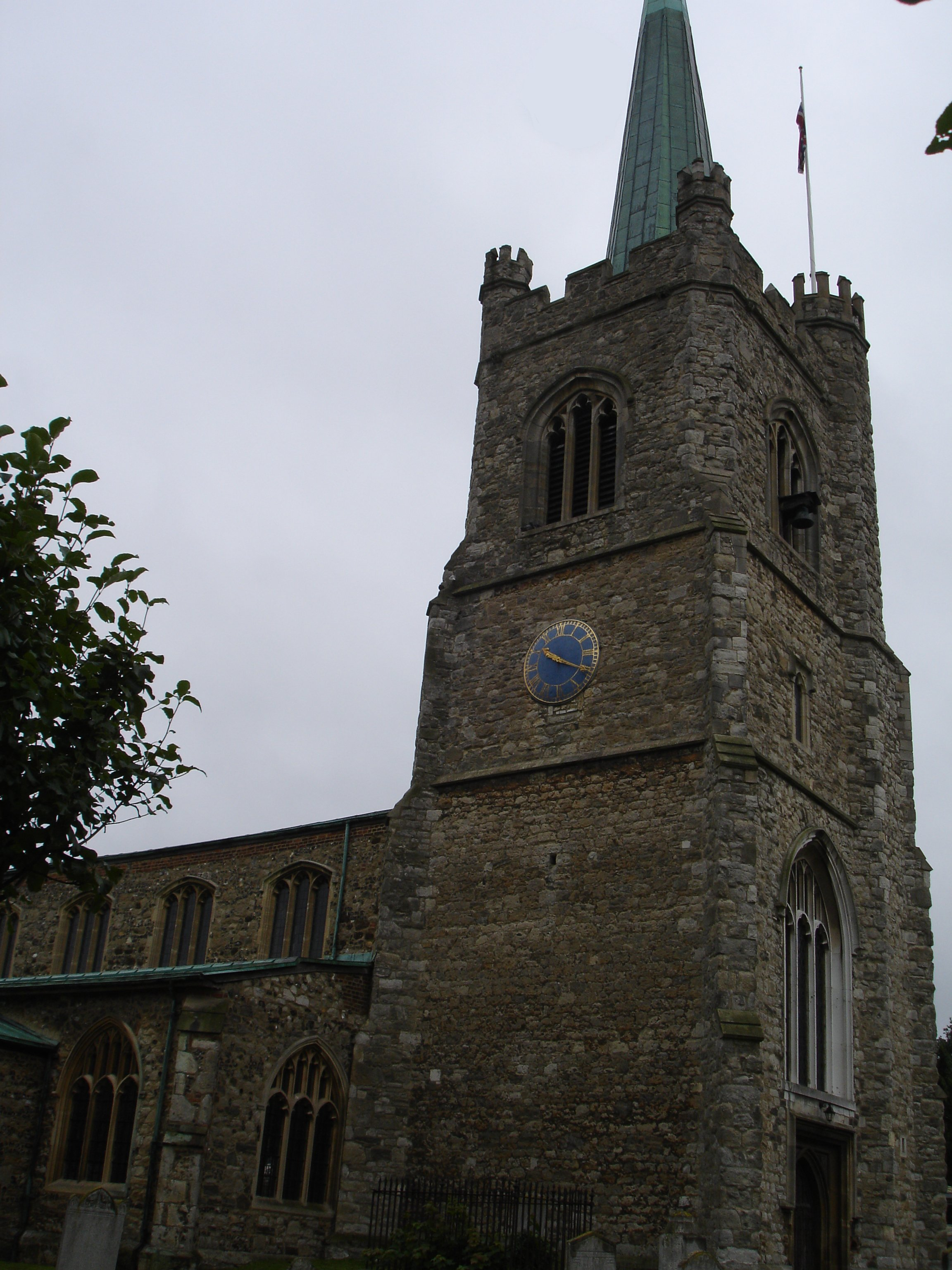
Igreja de St Andrew, Hornchurch, no local anteriormente ocupado pela fundação monástica

Priorado de Hornchurch foi um hospital ou priorado em Hornchurch, agora no bairro londrino de Havering . Fundado em 1159, era formalmente denominado Hospital de São João e São Bernardo.